# Lisa Lomas
Lisa Lomas, geb. Bellinger (* 9. März 1967 in Dunstable), ist eine englische Tischtennisspielerin. Sie gehörte in den 1980er und 1990er Jahren zu den besten Spielerinnen Englands und wurde 1992 Vizeeuropameisterin.

## Werdegang
Die Abwehrspielerin Lomas erzielte ihren ersten internationalen Erfolg bei den Jugend-Europameisterschaften 1983 in Malmö, als sie im Einzel das Halbfinale erreichte und im Doppel mit J. Parker den Titel gewann. Bei den Nationalen Englischen Meisterschaften siegte sie fünfmal im Einzel (1985, 1989, 1992, 1996, 1998) und neunmal im Doppel (1985 und 1987 mit ihrer Schwester Jackie Bellinger, von 1988 bis 1992 mit Fiona Elliott, 1994 mit Fiona Mommessin und 1998 mit Andrea Holt).
Von 1983 bis 1997 nahm sie achtmal an Weltmeisterschaften teil, ohne dabei in die Nähe von Medaillenrängen zu gelangen. Erfolgreicher war sie bei Europameisterschaften. Kam sie 1986 schon ins Einzel-Halbfinale, so gelangte sie 1992 bis ins Endspiel, das sie gegen die Niederländerin Bettine Vriesekoop verlor.
1992 und 1996 qualifizierte sie sich für die Teilnahme an den Olympischen Spielen, wo sie allerdings jeweils sowohl im Einzel als auch im Doppel in den Gruppenspielen ausschied.
In den 1990er Jahren spielte Lomas bei dem schwedischen Verein Varberg BTK. 1996 schloss sie sich dem deutschen Bundesligisten FC Langweid an. Mit dessen Damenmannschaft gewann sie 1997 den Europapokal der Landesmeister und 1999 die deutsche Meisterschaft. 1999 verließ sie den FC Langweid und beendete ihre aktive Laufbahn.

## Kurioses
Am 7. Februar 1993 in Ipswich stellte Lisa Lomas mit ihrer Schwester Jackie Bellinger einen neuen Rekord im Schnellspielen auf: Sie schafften 173 Ballkontakte innerhalb einer Minute, also fast drei Ballkontakte pro Sekunde.

## Privat
1986 heiratete Lisa Bellinger den Fußball-Torwartprofi aus Chesham Andy Lomas. Ihre Schwester Jackie Bellinger ist ebenfalls eine englische Nationalspielerin.

## Turnierergebnisse
| Verband | Veranstaltung                         | Jahr | Ort            | Land | Einzel           | Doppel           | Mixed        | Team |
| ------- | ------------------------------------- | ---- | -------------- | ---- | ---------------- | ---------------- | ------------ | ---- |
| ENG     | Commonwealth Meistersch.              | 1995 | Singapur       | SIN  | Halbfinale       |                  |              |      |
| ENG     | Commonwealth Meistersch.              | 1985 | Douglas        | IMN  | Halbfinale       |                  |              | 1    |
| ENG     | Europameisterschaft                   | 1992 | Stuttgart      | GER  | Silber           |                  |              |      |
| ENG     | Europameisterschaft                   | 1986 | Prag           | TCH  | Halbfinale       |                  |              |      |
| ENG     | Jugend-Europameisterschaft (Junioren) | 1983 | Malmö          | SWE  | Halbfinale       | Gold             |              |      |
| ENG     | EURO-TOP12                            | 1994 | Arezzo         | ITA  | 9                |                  |              |      |
| ENG     | EURO-TOP12                            | 1993 | Kopenhagen     | DEN  | Scratched        |                  |              |      |
| ENG     | EURO-TOP12                            | 1987 | Basel          | SUI  | 9                |                  |              |      |
| GBR     | Olympische Spiele                     | 1996 | Atlanta        | USA  | sofort ausgesch. | sofort ausgesch. |              |      |
| GBR     | Olympische Spiele                     | 1992 | Barcelona      | ESP  | sofort ausgesch. | sofort ausgesch. |              |      |
| ENG     | Pro Tour                              | 1997 | Lyon           | FRA  | letzte 16        | letzte 16        |              |      |
| ENG     | Pro Tour                              | 1997 | Linz           | AUT  | letzte 32        | Rd 1             |              |      |
| ENG     | Pro Tour                              | 1997 | Kettering      | ENG  | letzte 32        | Halbfinale       |              |      |
| ENG     | Pro Tour                              | 1996 | Rio de Janeiro | BRA  | Silber           | Halbfinale       |              |      |
| ENG     | Weltmeisterschaft                     | 1997 | Manchester     | ENG  | Scratched        | Scratched        | keine Teiln. | 19   |
| ENG     | Weltmeisterschaft                     | 1995 | Tianjin        | CHN  | letzte 128       | letzte 64        | keine Teiln. | 10   |
| ENG     | Weltmeisterschaft                     | 1993 | Göteborg       | SWE  | letzte 32        | letzte 32        | letzte 128   | 13   |
| ENG     | Weltmeisterschaft                     | 1991 | Chiba City     | JPN  | letzte 64        | letzte 32        | keine Teiln. | 12   |
| ENG     | Weltmeisterschaft                     | 1989 | Dortmund       | FRG  | letzte 64        | Qual             | keine Teiln. | 10   |
| ENG     | Weltmeisterschaft                     | 1987 | New Delhi      | IND  | letzte 64        | Scratched        | letzte 64    | 11   |
| ENG     | Weltmeisterschaft                     | 1985 | Göteborg       | SWE  | letzte 64        | Qual             | letzte 64    | 9    |
| ENG     | Weltmeisterschaft                     | 1983 | Tokio          | JPN  | letzte 64        | letzte 32        | letzte 64    | 7    |
| ENG     | WTC-World Team Cup                    | 1991 | Barcelona      | ESP  |                  |                  |              | 9    |